# Вютрих, Курт
Курт Вю́трих (нем. Kurt Wüthrich, род. 4 октября 1938, посёлок Арберг, Швейцария) — швейцарский химик, лауреат Нобелевской премии по химии 2002 года.

## Биография
Базовое образование получил в Бернском университете по специальностям химия, физика и математика. Докторскую степень получил в 1964 году в Университете Базеля. С 1965 по 1967 годы работал у Роберта Конника в Калифорнийском университете (Беркли, США). Дальнейшая работа (1967—1969) проходила в сотрудничестве с биофизиком Робертом Шульманом (англ.) в Bell Laboratories (Мюррей-Хилл, Нью-Джерси, США).
Вютрих вернулся в Цюрих (Швейцария) в 1969 году, где продолжил свою карьеру в Швейцарской высшей технической школе Цюриха. В 1970 году получил должность приват-доцента, в 1972 году — профессора-ассистента, в 1976 году — штатного профессора, и в 1980 году — должность профессора биофизики.
Лауреат Нобелевской премии по химии 2002 года, Курт Вютрих, показал, что к биологическим макромолекулам можно применить метод ЯМР — явление ядерного магнитного резонанса. Оно известно уже более полувека и состоит в том, что атомы, помещенные в сильное постоянное магнитное поле с наложенным на него слабым переменным электромагнитным полем, резонируют на определенной частоте. Эта частота зависит от свойств самого атома и от того, какими атомами он окружён. Интерпретируя данные ядерного магнитного резонанса, можно понять, из каких атомов состоит молекула, и рассчитать, каким образом они соединены. Но делать такие расчеты долгое время можно было только для небольших и сравнительно простых молекул.
В 1985 году К. Вютрих сумел разработать способ определения того, от какого именно атома большой молекулы идет каждый резонансный сигнал. Метод Вютриха позволяет также рассчитать расстояние между соседними атомами одной молекулы, то есть, в конечном счете, представить её структуру. Сейчас известно строение нескольких тысяч белковых молекул, и 15—20 % данных получены методом Вютриха. До этого открытия единственным способом расшифровки структуры крупных молекул служил рентгеноструктурный анализ, но для него исследуемое вещество должно находиться в кристаллической форме. Получение кристаллического белка — дело сложное и не всегда удающееся, а ЯМР-метод позволяет изучать белок в растворе, в наиболее естественной его форме. Комбинация двух методов дает более точные результаты. К. Вютрих широко известен в научных кругах своими исследованиями «неправильных белков» — прионов, ответственных за возникновение страшного заболевания «коровьего бешенства», смертельно опасного не только для скота, но и для людей.
В настоящий момент возглавляет лабораторию в Цюрихе, одновременно является профессором структурной биологии в Институте Скриппса, Ла-Хойя, Сан-Диего, США).